# Grey Dawn
Grey Dawn is de tiende aflevering van het zevende seizoen van de Amerikaanse televisieserie South Park. De aflevering werd voor het eerst uitgezonden op 5 november 2003. De titel refereert aan de film Red Dawn.

## Verhaal
Bejaarden zijn een gevaar op de weg. Daarom worden hun rijbewijzen ingenomen. De American Association for Retired Persons (AARP) komt hiertegen in actie.
De AARP deelt wapens uit aan alle bejaarden van South Park. De bejaarden bezetten het dorp en sluiten de volwassenen op in een concentratiekamp. 
Omdat bejaarden altijd heel vroeg opstaan is het aan de kinderen (die nog vroeger opstaan dan bejaarden) om het dorp te redden.
Stan, Kyle, Kenny en Cartman bezetten Country Kitchen Buffet, een eethuis. De bejaarden verhongeren en het leger ontzet het dorp.

## Verwijzingen
- De titel verwijst naar de film Red Dawn uit 1984. Daarin verdedigt een groep kinderen uit een klein dorp in Colorado de Verenigde Staten tegen een invasie. De parachuterende ouderen, het opsluiten van de dorpsbewoners, en de uitroep Avenge me! van Randy Marsh zijn afkomstig uit deze film.
- De aflevering is geïnspireerd op de zaak-George Russell Weller, een oudere man die in 2003 door een menigte reed en tien mensen doodde. Een auto van het model dat Weller gebruikte, een Buick LeSabre uit 1992, overreed een visser in een bootje.
- De naam van het eethuis Country Kitchen Buffet is een samensmelting van twee vergelijkbare restaurantketens: Country Kitchen Restaurants en Old Country Buffet.
- De hockeyende Cartman draagt een shirt dat lijkt op de shirts van ijshockeyclub Colorado Avalanche, met nummer 33, net als doelman Patrick Roy die het voorgaande seizoen Colorado Avalanche verliet.
- De AARP is een werkelijk bestaande Amerikaanse ouderenorganisatie.